# Triteleia laxa
Espèce
Triteleia laxa est une espèce de plantes de la famille des Asparagacées originaire de Californie.